# Angelo Colombo (calciatore 1942)
Angelo Colombo (Mezzago, 9 dicembre 1942) è un ex calciatore italiano, di ruolo portiere.

## Carriera
Debutta in Serie C con l'Ascoli nel 1962 giocando per due stagioni.
Nel 1964 passa al Modena dove disputa cinque campionati di Serie B per un totale di 134 partite.
Disputa l'ultimo anno in Serie C vincendo il campionato 1969-1970 con la maglia della Casertana.